# باران عشق (مجموعه تلویزیونی)
باران عشق یک مجموعه تلویزیونی از نوع آنتولوژی محصول سال ۱۳۸۰ به کارگردانی احمد امینی و فریدون حسن‌پور، نویسندگی جابر قاسمعلی و تهیه‌کنندگی ایرج محمدی روزبهانی می‌باشد که از شبکه تهران پخش شد. 
این مجموعه در ۱۳ قسمت تهیه شد. حکایت سفر زیارت کربلا است که نصیب شخصیت‌های اصلی داستان شده‌است.

## بازیگران
- خسرو شکیبایی
- آتیلا پسیانی
- سیما تیرانداز
- علیرضا آرا
- اتابک نادری
- پرویز پورحسینی
- حمیرا ریاضی
- امیرحسین صدیق
- فلور نظری
- آرش نوذری
- اسماعیل پوررضا
- اسماعیل شنگله
- امین تارخ
- بهناز جعفری
- پروانه معصومی
- ثریا قاسمی
- خسرو احمدی
- رامین راستاد
- سعید پیردوست
- علی فرهبد
- فرانک حیدریان
- فردوس کاویانی
- لعیا زنگنه
- مهرانه مهین ترابی